# Давност
Давността в правото е период от време, с изтичането на който законът свързва настъпването на определени правни последици – невъзможност на кредитора на едно вземане да иска защита на правото си по съдебен ред (погасителна давност) или придобиването на правото на собственост или друго вещно право (придобивна давност). Общите правила на давността са уредени в чл. 110 – 120 ЗЗД, който играе ролята на общ закон за цялото гражданско право. Ако в друг нормативен акт в областта на гражданското право в определени хипотези са предвидени специални правила относно давността, то ща важат специалните правила, доколкото не противоречат на общите.

## Погасителна давност
Погасителната давност е юридически факт от категорията на юридическите събития, представляващ определен в закона период от време, след изтичане на който се погасява правото на иск за защита на конкретно субективно материално право. Съществува и друга теория, според която след изтичане на давностния срок се поражда субективно непритезателно право на длъжника да откаже изпълнение на задължението си и съответно отхвърлянето на евентуален осъдителен иск за него като неоснователен, тъй като именно след като е изтекла давността, то не подлежи на принудително изпълнение и не следва да му се даде съдебна защита. Спорът относно тези две теории е актуален от дълги години и производен на други теоретични спорове в правото като същността на „правото на иск“.
Същевременно неяснотата за същността на такива основни институти на правото като придобивната давност не е много желателен, защото двузначността на понятията водят до тежки правни последици в правоприложението. Въпреки безспорните интелектуални достойнства на втората теза, с оглед на мисията на всяка наука (така и на правната) – да опростява, а не да усложнява, трябва да се приеме по-издържаната теза, а именно, че с изтичането на давностния срок се погасява правото на иск.
Основни моменти от института са продължителността на срока, спирането, прекъсването и действието на давностния срок.
Съществуват няколко вида погасителна давност, които можем да сегментираме спрямо периода на време, който е необходим да изтече, за да прояви давността своя ефетк:
- Кратка погасителна давност.
- Обща погасителна давност
- Абсолютна погасителна давност

Ефектът на кратката и на общата погасителна давност се проявява само когато лицето, което има задължения, се позове на нея. 
С други думи – трябва да се знае, че позоваването на давността с възражение е възможност, която е предоставена на длъжника и зависи единствено от неговата воля. Той може да избере да се позове на нея или да не го направи.
Не така стоят нещата при абсолютната погасителна давност. Тя се прилага служебно и ще се приложи в момента, в който се установи, че периодът, необходим за нейното настъпване, е изминал. 

### Срок
Според правното значение:
- в облигационното право срокът определя от кой момент субективното право става изискуемо / от кой момент могат да се приложат мерките на държавната принуда. Срокът има значение във връзка с погасяването на субективните права – изтичането на определен срок погасява правото на вземане;
- при придобиваната давност изтичането на определен срок от време води до пораждането на възможността на едно лице, което е владелец на дадена вещ, да се позове на придобиването ѝ по давност;
- времето е от значение и при давността;
- определени права така се обвързани с определен срок, че могат да се упражняват само през неговото времетраене – например авторското право или преклузивните срокове в процесуалното право.

Срокът представлява определен отрязък от време, който се характеризира с начален и с краен момент. Срокът обаче може и да е точно фиксиран.
Според правното действие на сроковете те биват:
- срокове, свързани с пораждането на правно действие;
- срокове, свързани със защитата на права.

Според това какво е съдържанието на съответните срокове те се делят на:
- давностни срокове – давностният срок представлява период от време, определен по продължителност в закона, в течение на който, ако носителя на едно субективно право не го упражни или, ако не е погасено по друг начин, се погасява правото да се търси защита; В зависимост от вида на задължението, давностният срок[4] може да е две, три, пет или десет години.
- преклузивни срокове – преклузивният срок представлява период от време, с изтичането на който се погасява самото материално право
- рекламационни срокове – този срок е при срочните права (т.е. права, които могат да се упражняват само в определен срок). Срочните материални права се погасяват, не защото не са упражнявани, а тъй като упражняването им е ограничено в един определен срок, само по време на който съответното право може да се упражнява.

### Преклузивен срок
Поначало процесуалните срокове са преклузивни, т.е. прекратяват субективното право. В материалното право, например при потестативните права – правото да се развали договорът, се погасява с петгодишна давност. Или тригодишната погасителна давност да се унищожи договорът по чл. 32, ал.2 ЗЗД. За разлика от тези искове, възражението не е свързано с някаква давност, а се измерва с това дали не е изтекъл срокът на иска за реално изпълнение на кредитора. Прекратителният срок може да бъде установен с нормативен акт или от страните. За разлика от давностния срок, който поначало започва да тече от момента на изискуемостта, прекратителният срок започва да тече от момента на възникване на субективното право. Преклозивният срок тече между всички страни (erga omnes), докато погасителната давност тече само за кредитора. Друга разлика е, че преклузивните срокове не могат да бъдат спирани и прекъсвани, докато погасителната давност, при определени условия, може да бъде спирана или прекъсвана. След като преклузивният срок прекратява субективното право, длъжникът, изпълнил по един преклузиран срок е изпълнил без основание и следователно може да си търси даденото като дадено без основание.

### Рекламационен срок
Рекламационният срок представлява период от време, установен с изрична правна норма, през който кредиторът е длъжен да предяви правото си пред длъжника за доброволно уреждане на дължимото задължение. Целта на този срок е да не бъде предявяван иск.
Такива рекламационни срокове се предвиждат в случаите, когато по отношение на длъжника масово се предявяват такива искове – напр. когато длъжникът е превозвач и е изгубил багажа. Старият устав на БДЖ предвиждаше, че рекламационният срок е предпоставка, за да може да се предяви иска. Такива рекламационни срокове могат да се намерят в ЗАвТр и ЗЖПТр. Действието на рекламационния срок е особено – според чл. 105 ЗЖПТр право да предявяват рекламация срещу превозвача, имат онези, които имат право на иска срещу превозвача. Чл. 110 ЗЖПТр и чл. 77 ЗАвТр разписват, че давностните срокове се спират със започване на рекламационното производство / предявяването на рекламация спира давността до деня на писменото ѝ отхвърляне или частичното ѝ приемане, като при частично признаване на рекламацията давност продължава да тече за останалата спорна част от рекламацията. Трябва да се има предвид, че тук става въпрос за спиране на изпълнителната давност.

### Спиране
При определени предпоставки давността не тече, т.е. „броенето“ на срока спира. След като се отпадне основанието за спирането, срокът се продължава оттам, където е спрял. Давност не тече между:
1. Родители и деца, докато станат напълно дееспособни (в общия случай на 18 години).
2. Съпрузи
3. Лицата под настойничество и попечителство и техните настойници и попечители
4. за вземанията на лица, чието имущество е под управлението на други лица срещу последните (напр. при управител на обща вещ, управител на наследство), докато трае управлението
5. за вземанията за обезщетение на юридическите лица срещу техните управители, докато трае управлението
6. за вземанията на непълнолетните и запретените за времето, през което нямат законен представител или попечител и 6 месеца след отмяната на запрещението/навършването на 18 г./назначаването на законен представител или попечител.
7. Между мобилизирани военни до 6 месеца след демобилизацията им
8. докато трае съдебният процес относно вземанията

След прекъсване на давностния срок започва да тече нова давност, т.е. длъжникът губи изгодата от приближаващо се изтичане на целия срок и съответно невъзможност на кредитора да получи съдебна защита. Основания за прекъсване са:
1. Когато длъжникът признае вземането
2. Предявяване на иск, възражение и искане за започване на помирително производство (ако не бъдат уважени се смята, че давността не е била прекъсвана)
3. С предприемане на действията по принудителното изпълнение.

След изтичане на давностния срок вземането на кредитора не се погасява, но той губи възможността да получи съдебна защита. В това си състояние вземането се превръща в т.нар. „естествено право“ – то е все така дължимо от длъжника. Затова, ако той изпъни задължението си, без да знае, че давността е изтекла, впоследствие не може да иска връщане на даденото. То не е дадено без основание.

## Придобивна давност
Придобвината давност е юридически факт от категорията на юридическите събития, представляващ определен в закона период от време, през който едно лице фактически упражнява владението на една чужда вещ или на друго вещно право върху тази вещ и след изтичане на който владелецът придобива собствеността или правото върху тази вещ. Владението трябва да е продължило 5 години за придобиването на движими вещи, а за недвижими имоти – 5 години (ако владелецът е добросъвестен) или 10 години (ако е недобросъвестен). Според преобладаващото мнение и според съдебната практика лицето не придобива вещта по силата на закона само по силата на това владение, а то трябва да направи волеизявление, с което да манифестира желанието си да ползва изгодните правни последици. Това мнение обаче няма опора в закона, а аргументацията му страда от много логически и правни недостатъци. Затова трябва да се приеме, че само по силата на владението лицето придобива правото на собственост или ограниченото вещно право върху вещта.